# 경리청
경리청(經理廳)은 조선시대에 북한산성의 방어를 담당한 군영(軍營)이다.

## 역사
1711년(숙종 37년)에 북한산성이 완성되고 그곳에 군량미를 대량 비축한 후, 이듬해인 1712년(숙종 38년)에 산성을 방어하는 별도의 부대를 경리청이라는 이름으로 설치하였다. 1747년(영조 23년)에 군영 체제를 정비하는 과정에서 폐지되어 총융청에 편입되었으며, 약 150년이 지난 1891년(고종 28년)에 수도 서울의 북부 지역에 대한 수비를 강화하기 위해 재설치하였으나 3년 후인 1894년에 다시 폐지하였다.

## 관제
- 정1품 도제조 1명 : 의정부의 영의정이 겸임
- 종2품 제조 : 비변사의 당상관이 겸임
- 정3품 관성장(管城將) 1명[1]
- 종4품 파총(把摠) 1명
- 종6품 낭청(郎廳) 1명 : 비변사의 낭청이 겸임
- 종9품 초관(哨官) 5명
- 기타 군관(軍官) 4명, 성문부장(城門部將) 3명 등[2]

## 같이 보기
- 오군영
- 총융청
- 수어청 : 남한산성 방어 부대